# Кузьмина, Алла Владимировна
А́лла Влади́мировна Кузьмина́ (род. 23 мая 1963) — российский учёный, политик, общественный деятель. Депутат Государственной Думы 5 и 6 созывов от партии «Справедливая Россия», занимает должность заместителя председателя комитета по делам общественных объединений и религиозных организаций.
Доктор философских наук. Автор более тридцати научных работ и двух монографий: «Идея справедливости в либеральной традиции» и «Культурные традиции власти в России».
Президент Межрегионального благотворительного фонда «Семья России».

## Образование
- 1984г.  Высшая комсомольская школа при ЦК ВЛКСМ.
- 1993г.  Кандидат философских наук. Тема диссертации: «Нравственные аспекты либеральной концепции справедливого общества».
- 1997г. Доктор философских наук. Тема диссертации: «Социо-культурные традиции власти в России».

## Профессиональная деятельность
1985—1986 г. Механический техникум Мосгорисполкома. Преподаватель истории и обществоведения.
1986—1989 г. Секретарь Волгоградского района ВЛКСМ г. Москвы
1997 г. Московский государственный университет культуры. Доцент Кафедры теории культуры, этики и эстетики
1998 г. Представитель международной неправительственной организации при ЭКОСОК ООН в Женеве.

## Благотворительная деятельность
1997—2003 г. Ведущая программ и конференций межрегионального благотворительного фонда «Здоровье и духовность нации».
2003 г. Президент Межрегионального благотворительного фонда Семья России.

## Награды
- Почётная грамота Президента Российской Федерации (23 марта 2015 года) — за заслуги в развитии российского парламентаризма и активную законотворческую деятельность[1]
- Почётная грамота правительства Российской Федерации (2 декабря 2013 года) — за многолетнюю плодотворную законотворческую деятельность и развитие законодательства Российской Федерации[2]
- Благодарность Правительства Российской Федерации (5 мая 2012 года) — за многолетнюю плодотворную законотворческую деятельность[3]
- Медаль «МПА СНГ. 25 лет» (27 марта 2017 года, Межпарламентская ассамблея СНГ) — за заслуги в деле развития и укрепления парламентаризма, за вклад в развитие и совершенствование правовых основ функционирования Содружества Независимых Государств, укрепление международных связей и межпарламентского сотрудничества[4]

## Критика
В 2017 году было опубликовано журналистское расследование о фонде «Семья России». В нем говорится о том, что в 2009 году дирекция торгово-офисного центра «Никольская Плаза» предоставила в безвозмездное пользование офисное помещение фонду Семья России для благотворительных целей. С 2009 по 2015 год не было ни одного отчета о проведенных благотворительных мероприятиях. В 2015 году торгово-офисным центром «Никольская Плаза» были направлены обращения о том, что, если организация не занимается благотворительной деятельность, для которой помещение предоставлялось, фонд должен либо освободить помещение, либо арендовать его на общих условиях. Все обращения к фонду были проигнорированы, фонд продолжал арендовать помещение с грубым нарушением условий договора: отсутствие целевого использования помещения, неоплата расходов по содержанию помещения, причинение ущерба помещению, нарушение правил пожарной безопасности, самовольная установка сантехнического оборудования. Весной 2017 года была совершена попытка оказать давление на бизнес центр через службу судебных приставов с наложением штрафов на бизнес центр. В судебном порядке штрафы были признаны незаконными и отменены. После чего Алла Кузьмина написала заявление в прокуратуру о якобы имевшем месте факте хищения имущества фонда - золотой ручки и чай. В связи с этим было открыто дело на неустановленных лиц. В тексте заявление было упоминание, что дети, инвалиды и прочие посетители фонда остались без крыши над головой. Фактически приема населения в бизнес центре фонд не осуществлял. Уголовное дело было приостановлено в связи с неустановленностью лиц. 30 ноября в Пресненском районном суде зарегистрировано заявление Главного управления Министерства юстиции Российской Федерации по Москве о принудительной ликвидации фонда.